# 타이둥 공항
타이둥 공항(중국어 정체자: 臺東航空站, 영어: Taitung Airport)은 중화민국 타이둥현 타이둥시에 위치하는 공항이다.

## 운항 노선
| 항공사      | 목적지          |
| ----------- | --------------- |
| 유니항공    | 타이베이 (쑹산) |
| 만다린 항공 | 타이베이 (쑹산) |

## 같이 보기
- 중화민국 교통부 민용항공국
- 대만의 교통
- 대만의 공항 목록